# Le Détroit
Le Détroit – miejscowość i gmina we Francji, w regionie Normandia, w departamencie Calvados.
Według danych na rok 1990 gminę zamieszkiwały 82 osoby, a gęstość zaludnienia wynosiła 15 osób/km² (wśród 1815 gmin Dolnej Normandii Le Détroit plasuje się na 804. miejscu pod względem liczby ludności, natomiast pod względem powierzchni na miejscu 843.).